# Proteuxoa flexirena
Proteuxoa flexirena är en fjärilsart som beskrevs av Walker 1865. Proteuxoa flexirena ingår i släktet Proteuxoa och familjen nattflyn. Inga underarter finns listade i Catalogue of Life.

## Bildgalleri

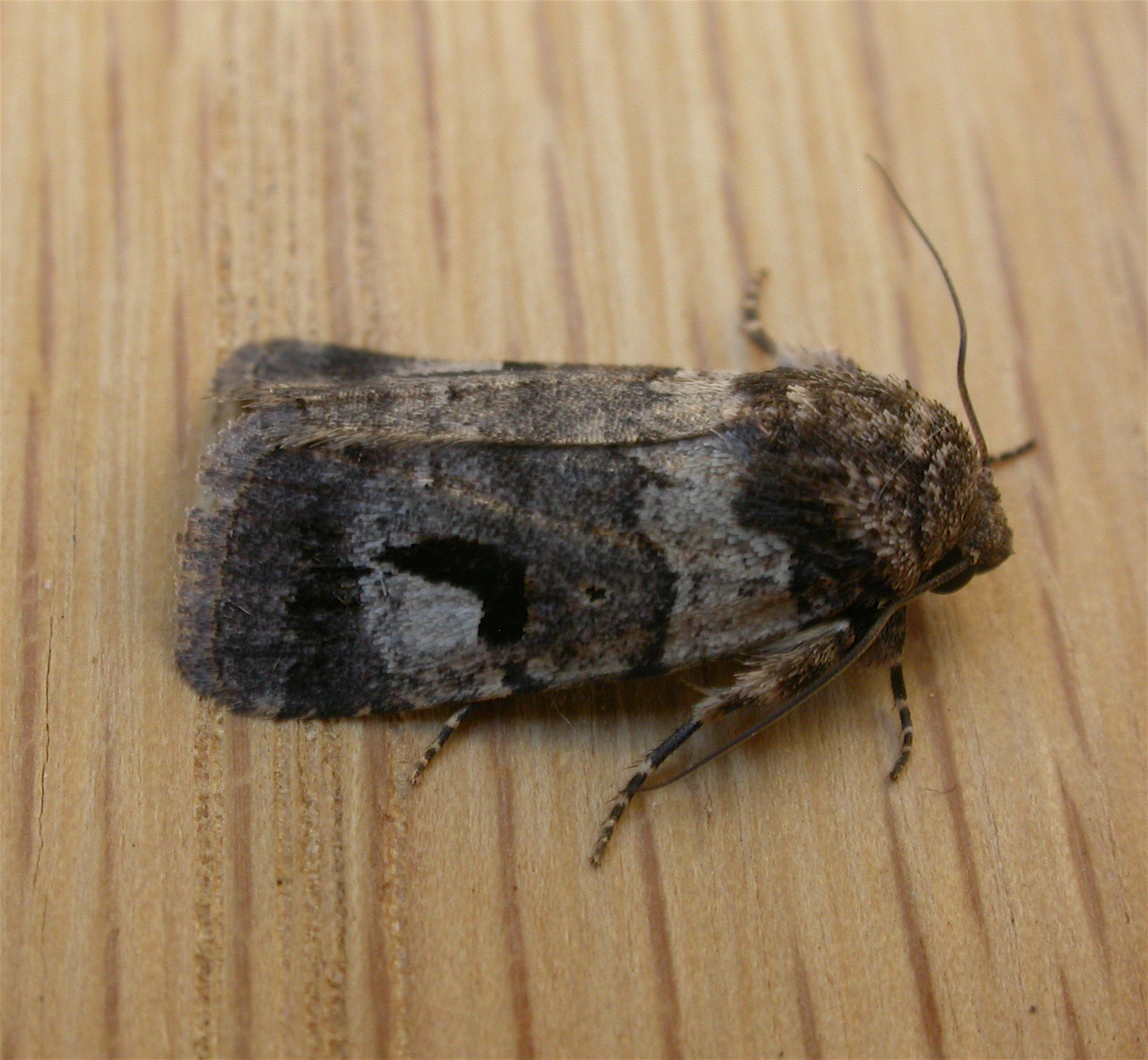